# سادووی (شهرستان گیاگینسکی، آدیغیه)
سادووی (به لاتین: Sadovy) یک منطقهٔ مسکونی در روسیه است که در آدیغیه واقع شده‌است.